# Trapisti
Trapisti (latinsko Ordo Cisterciensium Strictioris Observantiae, kratica OSCO) so člani strogega cerkvenega reda, ki je nastal leta 1644 kot reformirana veja cistercijanov in izhaja iz normandijskega samostana La Trappe.
Trapisti so t.i. koinobiti (grško koinos = skupen ter bios = življenje), kar pomeni, da so se zavezali k življenju v skupnosti, skupaj z drugimi sobrati. Podoben pomen ima tudi izraz cenobi, ki tudi označuje posameznika, zavezanega življenju v skupnosti. Trapisti so tudi eremiti oz. puščavniki (eremos = puščava), ker so se zavezali k življenju v samoti, s strogimi redovnimi pravili (niti med seboj, z redkimi izjemami, ne govorijo).
Trapisti živijo po strogih [[pravilih svetega Benedikta in šest ur dnevno posvečajo molitvi, opravljajo vsakodnevno fizično delo, njihova prehrana je strogo vegetarijanska (ne jedo niti jajc niti rib), zapovedan jim je strog molk in skupno življenje, ter imajo strogo odmaknjenost od sveta, zavračajo pa tudi vsakršno ukvarjanje z znanostjo. Šestnajsturni delovni dan začenjajo poleti in ob praznikih že ob enih zjutraj, pozimi ob dveh.
Trapisti se držijo zelo strogih pravil meniškega življenja - veljata popoln molk in načelo »vse, kar potrebuješ za svoje življenje, naredi sam«.
Trapisti so se v Evropi močneje razširili v 19. stoletju in so leta 1812 poselili tudi zapuščeni opatija Citeaux. Danes obstaja 80 moških in 42 ženskih samostanov reda Trapistov.
Trapisti so znani tudi po izdelavi sira trapista, kateremu so trapisti dali ime. Prav tako se po redu imenuje vrsta piva trapist, ki ga izdelujejo v sedmih (po podatkih iz leta 2005) od skupno 171 samostanov (v svetovnem merilu). Šest samostanskih pivovarn je v Belgiji, ena pa na Nizozemskem. Samo teh sedem pivovarn ima dovoljenje uporabljati blagovno znamko piva trapist.

## Trapisti v Sloveniji
Trapistovski samostan Marijinega odrešenja Rajhenburg na gradu Rajhenburg v Brestanici je bil edini samostan reda trapistov v Sloveniji, ter eden izmed treh samostanov tega reda v Jugoslaviji.